# 曼雅卡澤
曼雅卡澤是東非國家莫桑比克的城鎮，由加扎省負責管轄，位於該國東南部，有鐵路連接該鎮和港口城市賽賽，鎮上有腰果加工廠，2008年人口估計約26,641。
24°42′42″S 33°52′58″E / 24.71167°S 33.88278°E